# Neopelma aurifrons
El saltarín de Wied (Neopelma aurifrons), también denominado bailarín de Wied, es una especie de ave paseriforme de la familia Pipridae perteneciente al género Neopelma. Es endémico de la Mata atlántica del sureste de Brasil.

## Distribución y hábitat
Se distribuye de forma fragmentada en la región costera del sureste de Brasil (sur de Bahía, Espírito Santo y Minas Gerais), y por lo menos antiguamente hasta Río de Janeiro.
Esta especie es considerada rara y local en su hábitat natural: los estratos medio y bajo de bosques húmedos de la Mata Atlántica hasta los 1000 m de altitud.

## Estado de conservación
El saltarín de Wied había sido considerado como vulnerable hasta 2016, y actualmente calificado como casi amenazado por la Unión Internacional para la Conservación de la Naturaleza (IUCN), debido a que su pequeña población, estimada en 1000 a 2500 individuos maduros se encuentra moderadamente declinante, y ha aparentemente desaparecido de algunas localidades, debido a que su zona de distribución, a pesar de mayor de lo que se estimaba previamente, todavía es reducida, severamente fragmentada y en proceso de destrucción.

### Amenazas
Su zona ha sido severamente deforestada por un largo período de tiempo. Sus bosques de tierras bajas han sido históricamente amenazados por la conversión para agricultura y deforestación para minería. Actualmente las amenazas a estas selvas son la urbanización, expansión de la agricultura, construcción de represas, colonización y la construcción de rutas asociada.

### Acciones de conservación
Ocurre en las reservas biológicas Augusto Ruschi y Sooretama en Espírito Santo, en el parque estatal Río Doce y en la reserva ecológica Acauã en Minas Gerais y en el Parque nacional da Chapada Diamantina en Bahía. Sin embargo, últimamente solo ha habido registros de su pariente cercano el saltarín ventriblanco Neopelma pallescens en este último local.

## Sistemática

### Descripción original
La especie N. aurifrons fue descrita por primera vez por el naturalista alemán Maximilian zu Wied-Neuwied en 1831 bajo el nombre científico Muscicapa aurifrons; su localidad tipo es: «Camamú, Bahía, Brasil».

### Etimología
El nombre genérico neutro «Neopelma» se compone de las palabras del griego «neos» que significa ‘nuevo’, ‘diferente’, y «pelma, pelmatos» que significa ‘suela del pie’; y el nombre de la especie «aurifrons», se compone de las palabras del latín «aurum, auri» que significa ‘oro’, y «frons» que significa ‘frente’.

### Taxonomía
Anteriormente se consideraba conespecífica con Neopelma chrysolophum. Es monotípica.